# 巩乃斯河
鞏乃斯河（維吾爾語：دەرياسى كۈنەس‎，拉丁维文：Künes deryasi，新维文：Künəs dəryasi?）發源於那拉提山，是伊犁河的支流之一。
巩乃斯河在喀德明山附近與特克斯河匯合，其後再和喀什河匯合，進入哈萨克斯坦，最終流入巴尔喀什湖。他是新源县人民的母亲河，全长230公里。